# 송재경 (프로그래머)
송재경(宋在京, 1967년 ~ )은 대한민국의 게임 프로그래머이자 게임 디렉터이다. 대표작으로는 리니지,  바람의 나라가 있다.

## 이력

### 넥슨 시절
KAIST 박사과정을 중퇴하고 한글과컴퓨터에 입사하여 '쥬라기 공원'이라는 머드 게임을 만들던 송재경은, 대학시절부터 알고 지내던 김정주와 함께 1994년 12월 말 넥슨(NEXON)을 공동 창업했다. 송재경은 넥슨에서 온라인게임 바람의 나라를 개발하지만, 정식 서비스를 몇 달 남겨놓은 1996년 말, 김정주 등과의 불화로 지분을 모두 반납하고 넥슨을 퇴사하였다.

### 엔씨소프트 시절
넥슨을 나온 송재경은 아이네트에 입사하여 새로운 온라인 게임 리니지 개발에 착수하게 된다. 당시 IMF 한파로 아이네트 역시 어려워진 상황이었는데, 엔씨소프트 대표 김택진이 송재경을 자신의 회사로 영입하였다. 당시 엔씨소프트는 게임 회사가 아니라 html 작성도구 등의 사무용 소프트웨어를 만드는 작은 회사였다.
리니지는 1998년 11월, 엔씨소프트에서 상용화되어 당시 빠르게 보급되던 인터넷망과 게임방 등을 기반으로 큰 인기를 끌게 된다. ‘리니지’의 성공적 상용화 이후 엔씨소프트는 사업을 확장해 2000년 여름에 미국 지사를 설립하고, 송재경은 미국 지사에서 근무하게 되었다. 그러나 당시 미국에서는 이미 에버퀘스트 등의 온라인 게임이 인기를 얻고 있었던 시기인데다, 사업이나 마케팅면에서의 미숙함까지 겹쳐 2D 게임인 ‘리니지’는 북미 시장에서 실패하고 말았다. 반면 대한민국 내에서는 리니지가 히트 게임으로 자리잡아, 엔씨소프트가 대기업으로 성장하는데 확고한 캐시카우(cash cow) 역할을 해주게 된다.

### 엔씨소프트와의 결별
송재경은 2002년 말, 김택진 대표와의 불화로 엔씨소프트를 퇴사하게 되었다. 그는 엔씨소프트와 결별하기 전 자신의 지분 0.73%(시가 45억원)를 처분했는데, 그가 매각한 가격은 대략 33,000원 가량이었던 것으로 알려져 있다.

### 엑스엘게임즈
엔씨소프트와 결별한 후, 송재경은 자신의 회사 엑스엘게임즈를 설립하였다. 이 회사는 첫 프로젝트로 온라인 레이싱 게임 'XL1' 을 3년에 걸쳐 개발하고 2006년 네오위즈를 통해 서비스하게 되지만, 참담한 실패를 맛보게 된다.
송재경은 또다시 2011년 MMORPG 아키에이지를 공개하고 장기간의 베타테스트를 거쳐 2013년 1월 정식서비스를 시작하지만, 밸런스 붕괴 및 운영 미숙 등 수많은 문제를 낳고 기대 이하의 흥행을 거두고 만다.
엑스엘게임즈는 많은 자금이 투입된 아키에이지의 개발이 장기화되면서 2012년부터 극심한 재정난에 시달려 왔다. 이에 그는 협력사인 네오위즈로부터 긴급히 200억원을 대여받는데 성공하지만 아키에이지 상용화 후에도 흥행에 실패하자 결국 550명 중 100명을 해고하는 큰 규모의 구조조정에 들어가게 된다.
2014년 현재 송재경은 차기작 '문명 온라인' 및 '프로젝트 Q1'이라는 모바일게임을 제작중에 있다.

## 평가
대한민국에서는 온라인 게임의 선구자로서 2000년대 전후로 큰 영향력을 미쳤던 인물이다. 그가 개발한 바람의 나라는 연매출 650억원의 넥슨을 일으키는 기틀이 되었고, 리니지는 엔씨소프트가 대기업으로 성장하기까지 거의 유일한 수익원이 되었다. 이처럼 국내 게임회사 중 두 곳의 대기업을 키워내는데 초석이 되었다는 점에서 그의 공헌은 지대했다고 평가된다.
그러나 바람의 나라를 완성하고도 회사를 그만 두어 아무런 이익을 얻지 못했다는 점, 엔씨소프트의 주식을 너무 저가에(고가 대비 10분의 1) 처분하였다는 점에서 막대한 공헌에 비해 금전적인 이득은 미미했다고 볼 수 있다. 또한 자신의 회사를 차린 후에는 성공적인 작품이 나오지 못하고 있는데다, 게임시장이 모바일로 급속히 변화하고 있는 상황에서 PC용 온라인 게임에 집중하고 있는 점 역시 앞날을 더욱 불투명하게 만들고 있다. 이에 대해 송재경은 “제가 개발 능력만큼 돈 버는 재주는 없는 것 같아요”라고 스스로를 평가하기도 했다.

## 연표
- 1986.02  신일고를 졸업하였다.
- 1990.02  서울대학교 공과대학 컴퓨터공학과를 졸업하였다.
- 1991~92  유닉스와 X11 환경에서 한글을 사용할 수 있게 하는 터미널 에뮬레이터 한텀을 개발하였다.
- 1992.02  KAIST에서 전산학 석사를 취득하였다.
- 1992~93  KAIST에서 전산학과 박사과정을 다니다 중퇴하였다.
- 1993  한글과컴퓨터에 입사하여 멀티플랫폼 GUI Toolkit을 개발하는 프로젝트에서 일했다.
- 1994.12  넥슨을 김정주와 공동 창업하여 세계 최초의 머그(MUG:Multi User Graphic Dungeon)게임 바람의 나라를 개발하였다.
- 1996.09  아이네트(현재 PSI넷)에서 김민수와 함께 리니지 개발을 시작하였다.
- 1997.12  엔씨소프트에 입사하였다. (이후 송재경이 개발하던 리니지는 엔씨소프트에서 완성하여 공개됨)
- 2001.05  엔씨소프트의 미국 법인 엔씨 오스틴에서 타블라 랏사 프로젝트에 참가하였다.
- 2003.04  엔씨소프트에서 퇴사하고 자신의 회사 "XLGAMES(엑스엘게임즈)"를 설립하였다.

## 참고 문헌
- [인물열전] 바람의나라와 리니지의 아버지, 송재경, 게임메카 2013-07-08